# ポトシ県
ポトシ県（ポトシけん、スペイン語: Departamento de Potosí）は、ボリビアの南西部の県。行政府所在地は北東部にあるポトシ。北からオルロ県、コチャバンバ県、東にチュキサカ県、タリハ県に接し、西にチリ、南にアルゼンチンに接する。16の郡で構成されている。主な町としてはウユニ、トゥピサ、サンパブロなど。

## 概要
県土はアンデス山脈中に位置し、東部は標高4,000m以上の山脈地帯である。県の西部や南部には5,000m級の山地があるが、県央部は標高約3,500mほどのアルティプラーノとなる高原地帯である。その西側、ウユニの側にはウユニ塩湖がある。気候は年間降水量500mm以下の乾燥地帯であり、植生は乏しい。
経済面では、ボリビア国内では、相対的に貧困な方に入る。スペイン時代は、銀の産出などで栄えたが、現在では閉鎖されるか規模が縮小されるところが多く、地場産業の発達も衰退している。ただし、2000年代に入り、県西部のサンクリストバル鉱山にて銀・亜鉛の採掘の動きなどもある。
その他は、ポトシ周辺における錫の採掘を行なっているほか、ウユニ周辺で亜鉛や新規にリチウムの採掘が行われている。
県の南西部の国境地帯には7,147平方キロメートルの広大なアンデス動物保護地区が設定されている。

## ノルテ・ポトシ
ノルテ・ポトシ (Norte Potosí) とは、ポトシ県の北部のこと。先住民はケチュア系が占める。この地方は、土地がやせていて、さらに水も少ないため、ボリビア国内でも最も貧しい地域のひとつとされている。事実、この地域から、ラパスなど都会への人々の移動については、社会的な問題ともなっている。
この地方にはスペイン侵略以前からの伝統的な習俗が多く残っている。先コロンブス期における、先住民の伝統的な地縁・血縁組織であるアイリュも、この地域ではある程度機能しており、組織名も、 "Comunidad" ではなく、 "Ayllu" を用いる。
また、この地のフォルクローレは、ボリビア国内でも特徴的なものである。小型の弦楽器チャランゴは、この地に起源があるのではないかと推測されている。女性が甲高い声で歌うプトゥクン (Putukun) などは他の地方ではほとんど見られない。
また、ティンク (Tink'u) という歌と踊りもノルテ・ポトシを特徴づける習俗である。伝統的なティンクとしては、 Macha で5月3日の聖十字祭 (Fiesta de Cruz) に行われるものが有名である。

## 隣接する県
- コチャバンバ県
- チュキサカ県
- タリハ県
- フフイ州
- アントファガスタ州
- タラパカ州
- オルロ県

## 下位行政区画
The department is divided into 16 provinces which are further subdivided into 40 municipalities (municipios) and 219 cantons (cantones).

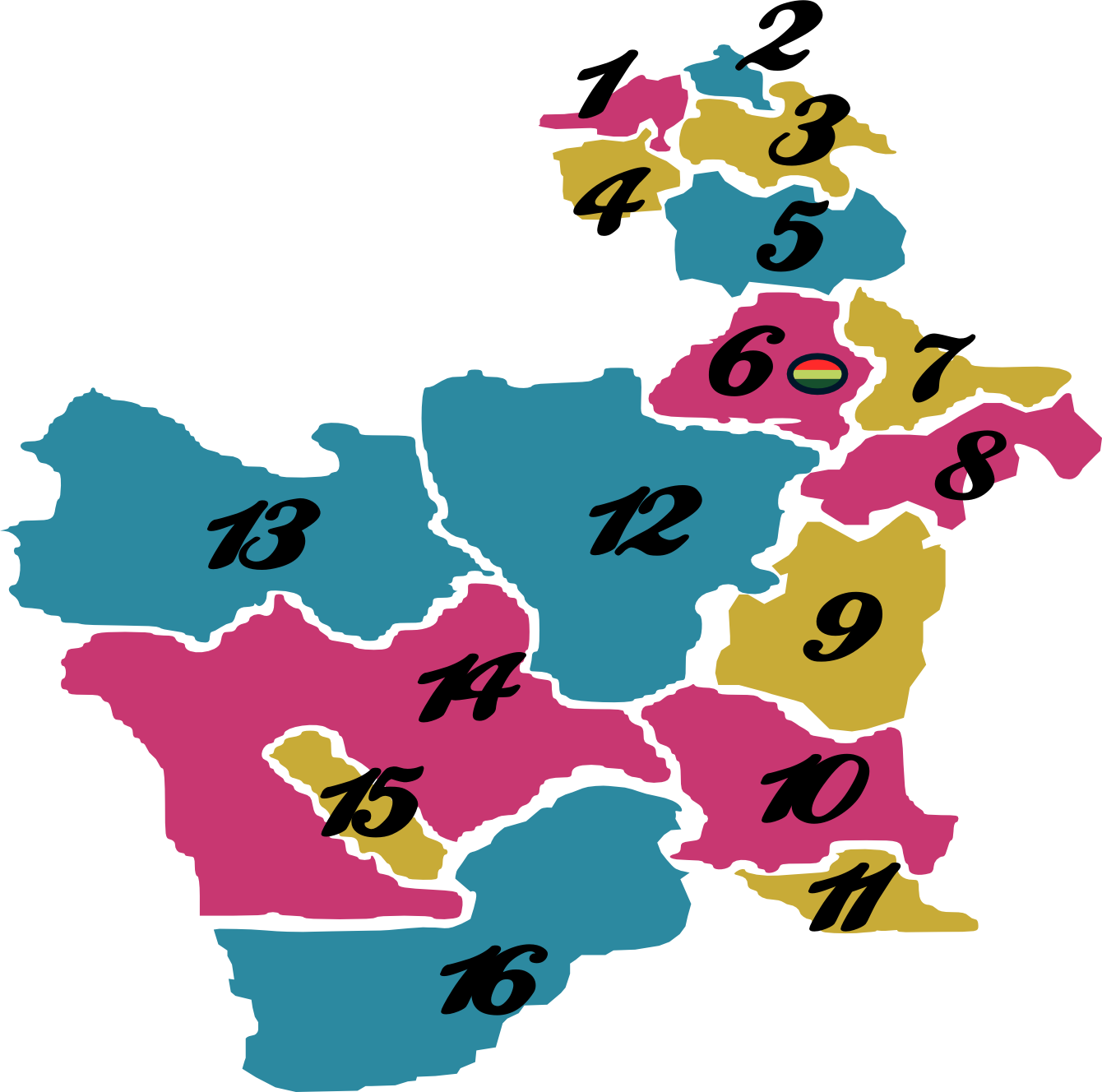

| 郡                 | 中心都市                 | 面積 km2 | 人口 (2012 census) | 地図上の位置 |
| ------------------ | ------------------------ | -------- | ------------------ | ------------ |
| Alonso de Ibáñez   | Sacaca                   | 2,170    | 29,821             | 1            |
| Antonio Quijarro   | ウユニ                   | 14,890   | 54,947             | 12           |
| Bernardino Bilbao  | Arampampa                | 640      | 10,224             | 2            |
| Charcas            | San Pedro de Buena Vista | 2,964    | 41,214             | 3            |
| Chayanta           | Colquechaca              | 7,026    | 97,251             | 5            |
| Cornelio Saavedra  | Betanzos                 | 2,375    | 55,100             | 7            |
| Daniel Campos      | Llica                    | 12,106   | 5,850              | 13           |
| Enrique Baldivieso | San Agustín              | 2,254    | 1,684              | 15           |
| José María Linares | Puna                     | 5,136    | 49,619             | 8            |
| Modesto Omiste     | ビリャソン               | 2,260    | 44,645             | 11           |
| Nor Chichas        | Santiago de Cotagaita    | 8,979    | 42,248             | 9            |
| Nor Lípez          | Colcha K                 | 20,892   | 14,057             | 14           |
| Rafael Bustillo    | Uncía                    | 2,235    | 86,947             | 4            |
| Sud Chichas        | Tupiza                   | 8,516    | 55,879             | 10           |
| Sud Lípez          | San Pablo de Lípez       | 22,355   | 6,835              | 16           |
| Tomás Frías        | ポトシ                   | 3,420    | 229,047            | 6            |